# 李-傑克森紀念日
李-傑克森紀念日（英語：Lee-Jackson Day）是美國弗吉尼亚州的一個公共節日，紀念南方邦聯的傑出軍事領袖羅伯特·李和石牆傑克森的誕辰。節目於1899年開始創立，最初只是紀念羅伯特·李，1904年加上石牆傑克森。現在的李-傑克森紀念日一般設在每年馬丁·路德·金紀念日之前的一個星期五，弗吉尼亚州的政府部門當天都會閉門休息。该纪念日自2020年起被终止。

## 终止
在2020年初，新成立的维吉尼亚州州议会提议取消该纪念日，并用选举日作为代替。弗吉尼亚州参议院在1月投票，决定立法不再认定李·杰克逊纪念日为州立假日。一个月后，这个法案在州众议院获得通过。州长拉尔夫·诺瑟姆于3月批准了该法案。该法案于同年7月生效。虽然纪念日在官方被终止，民间依然继续进行纪念活动。